# Katarína Ráczová-Lokšová
Katarína Ráczová-Lokšová (* 3. října 1950 Košice, Československo) je bývalá československá sportovní šermířka maďarské národnosti, která se specializovala na šerm fleretem. Československo reprezentovala v sedmdesátých a osmdesátých letech. Závodila za klub TJ Žižka Bratislava. Na olympijských hrách startovala v roce 1972, 1976 a 1980 v soutěži jednotlivkyň. V roce 1978 obsadila druhé místo na mistrovství světa v soutěži jednotlivkyň. Jejím otcem byl politik Oliver Rácz.